# Hellfried Heilfort
Hellfried Heilfort, né le 10 avril 1955 à Groitzsch, est un tireur sportif est-allemand.

## Carrière
Hellfried Heilfort participe aux Jeux olympiques de 1980 à Moscou et remporte la médaille d'argent dans l'épreuve de la carabine tir couché 50 mètres.